# Black Mountain (Carolina del Nord)
Black Mountain és una població dels Estats Units a l'estat de Carolina del Nord. Segons el cens del 2008 tenia 7.877 habitants.

## Demografia
Segons el cens del 2000, Black Mountain tenia 7.511 habitants, 3.340 habitatges i 2.027 famílies. La densitat de població era de 450,3 habitants per km².
Dels 3.340 habitatges en un 22,6% hi vivien nens de menys de 18 anys, en un 47,2% hi vivien parelles casades, en un 10,3% dones solteres, i en un 39,3% no eren unitats familiars. En el 34,7% dels habitatges hi vivien persones soles el 16,3% de les quals corresponia a persones de 65 anys o més que vivien soles. El nombre mitjà de persones vivint en cada habitatge era de 2,15 i el nombre mitjà de persones que vivien en cada família era de 2,75.
Per edats la població es repartia de la següent manera: un 19,1% tenia menys de 18 anys, un 7,1% entre 18 i 24, un 25,7% entre 25 i 44, un 26,1% de 45 a 60 i un 22,1% 65 anys o més.
L'edat mediana era de 44 anys. Per cada 100 dones de 18 o més anys hi havia 78,3 homes.
La renda mediana per habitatge era de 35.541 $ i la renda mediana per família de 43.373 $. Els homes tenien una renda mediana de 28.604 $ mentre que les dones 22.476 $. La renda per capita de la població era de 20.509 $. Entorn del 7,6% de les famílies i el 10,1% de la població estaven per davall del llindar de pobresa.

## Poblacions més properes
El següent diagrama mostra les poblacions més properes.